# Cammina, non correre
Cammina, non correre (Walk Don't Run) è un film del 1966 diretto da Charles Walters. È l'ultimo film di Cary Grant che, dopo oltre trent'anni di carriera cinematografica ed interpretando un ruolo inconsueto e non privo di autoironia, a 62 anni si congedò definitivamente dal grande schermo, divenuto neo sposo di Dyan Cannon e subito padre della sua unica figlia.

## Trama
Sir William Rutland, facoltoso uomo d'affari inglese, si reca a Tokyo per motivi di lavoro durante le Olimpiadi del 1964, ma non riesce a trovare alloggio in nessun albergo. Neanche all'ambasciata britannica riescono ad aiutarlo, ma un avviso lasciato su una bacheca lo porta a casa di Christine Easton, una bella ma algida ragazza inglese, in cerca di una coinquilina con cui dividere il proprio appartamento. Vincendo la diffidenza e la ritrosia di Christine, che avrebbe preferito ospitare una donna, Rutland si fa accettare e - a sua volta - subaffitta metà della propria stanza a Steve Davis, un atleta fondista americano giunto nella capitale giapponese prima della data stabilita, allo scopo di visitare la città e che sir William trova subito simpatico perché gli ricorda lui da giovane.
L'insolito trio si trova via via coinvolto in schermaglie sentimentali e in divertenti situazioni di convivenza forzata, complicate dal fatto che Christine è fidanzata con Julius Haversack, un noioso dipendente dell'ambasciata britannica. Alla fine il timido e impacciato atleta americano grazie anche agli incoraggiamenti di Sir William riuscirà a dichiarare il suo amore alla bella ragazza.